# Cimitero Acattolico (Capri)

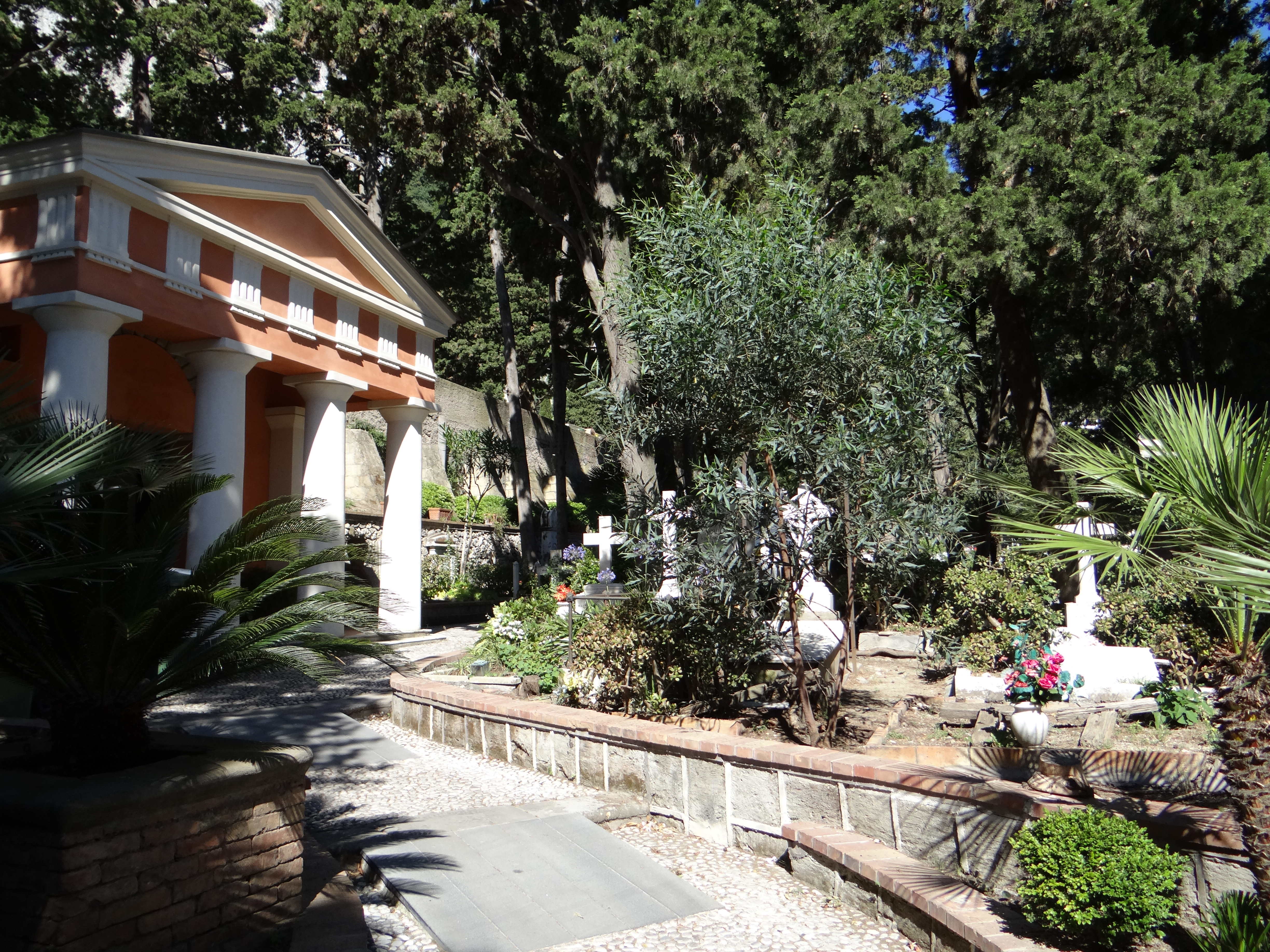
Blick vom Eingang

Der Cimitero Acattolico ist ein nicht-römisch-katholischer Friedhof auf Capri mit 217 Gräbern von Personen aus 21 Nationen (Stand 1994) und verschiedenen nicht-katholischen Konfessionen (Anglikaner, Lutheraner, Orthodoxe, Juden), aber auch Freidenkern. Es handelt sich dabei entweder um Personen, die dauerhaft auf Capri gelebt haben oder um Reisende, die dort vom Tod ereilt wurden. In jüngster Zeit wurden auch katholische Italiener beigesetzt, die sich diesen „interkonfessionellen“ und „internationalen“ Ort bewusst als letzte Ruhestätte gewünscht hatten. Die Mehrzahl der Beisetzungen betrifft Briten und Deutsche, es folgen Amerikaner und Russen.
Topographisch besteht der Friedhof aus zwei etwa 700 und 600 m² messenden Grabfeldern, die durch eine kleine Treppe verbunden sind. Der nicht-katholische Friedhof grenzt an den katholischen Friedhof Capris und hat zwei Übergänge dorthin.

## Geschichte
Der Friedhof wurde 1875 von dem Engländer George Hayward angeregt und 1878 eröffnet, nachdem viele der zahlreichen Fremden nicht auf dem katholischen Friedhof hatten begraben werden dürfen. Bereits 1936 war eine Erweiterung um ein zweites, etwas tiefer (zur Marina Grande hin) gelegenes Feld notwendig. Der Friedhof unterstand zunächst der Selbstverwaltung der auf Capri lebenden Ausländerkolonie (an der sich vor allem Briten und Deutsche beteiligten); nach dem Zweiten Weltkrieg ging er in den Besitz des Centro Caprense „I. Cerio“ über, das ihn 1991 der Kommune vermachte, die seither für ihn zuständig ist.

## Liste von Gräbern

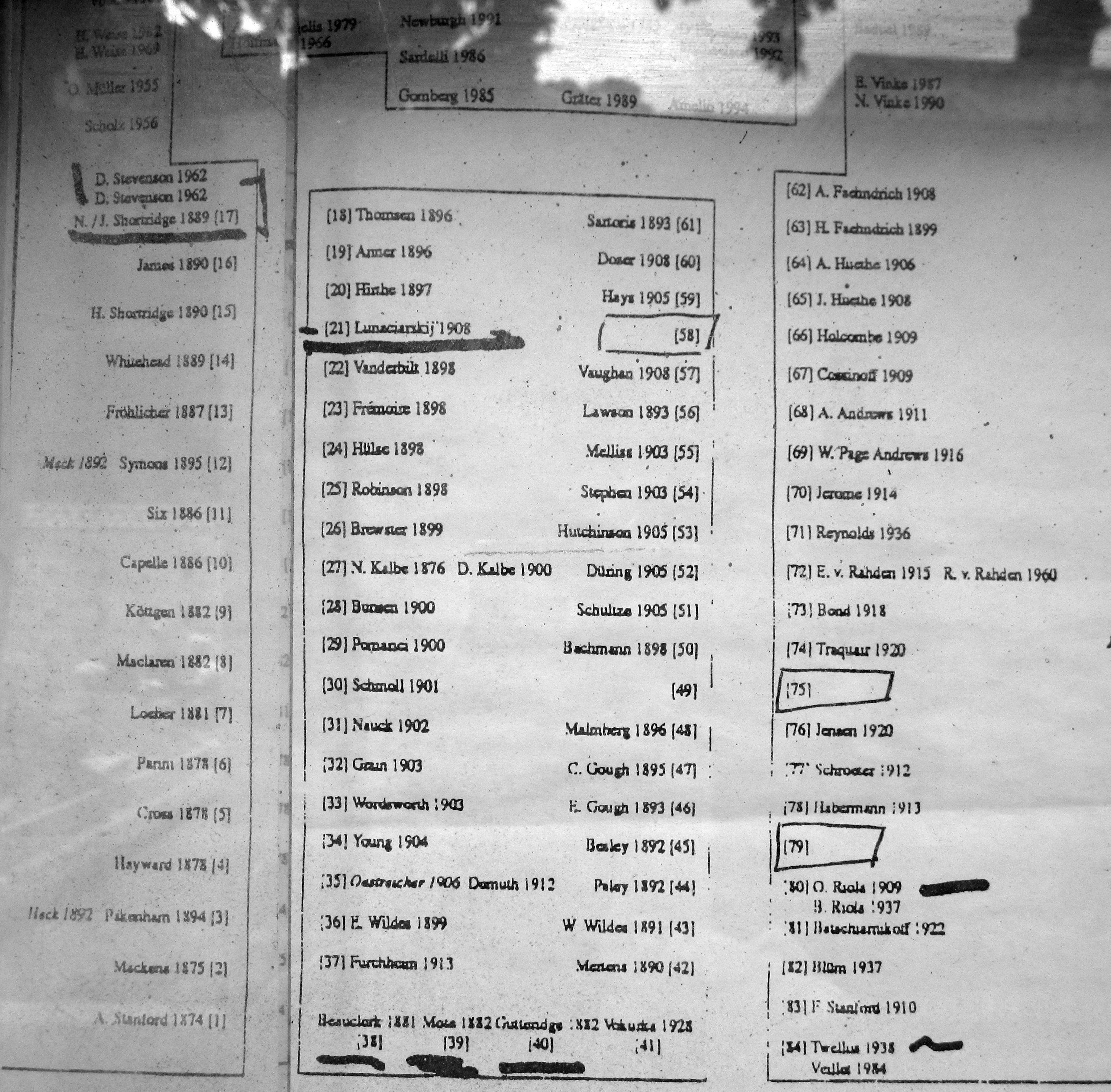
Liste oberes Gräberfeld
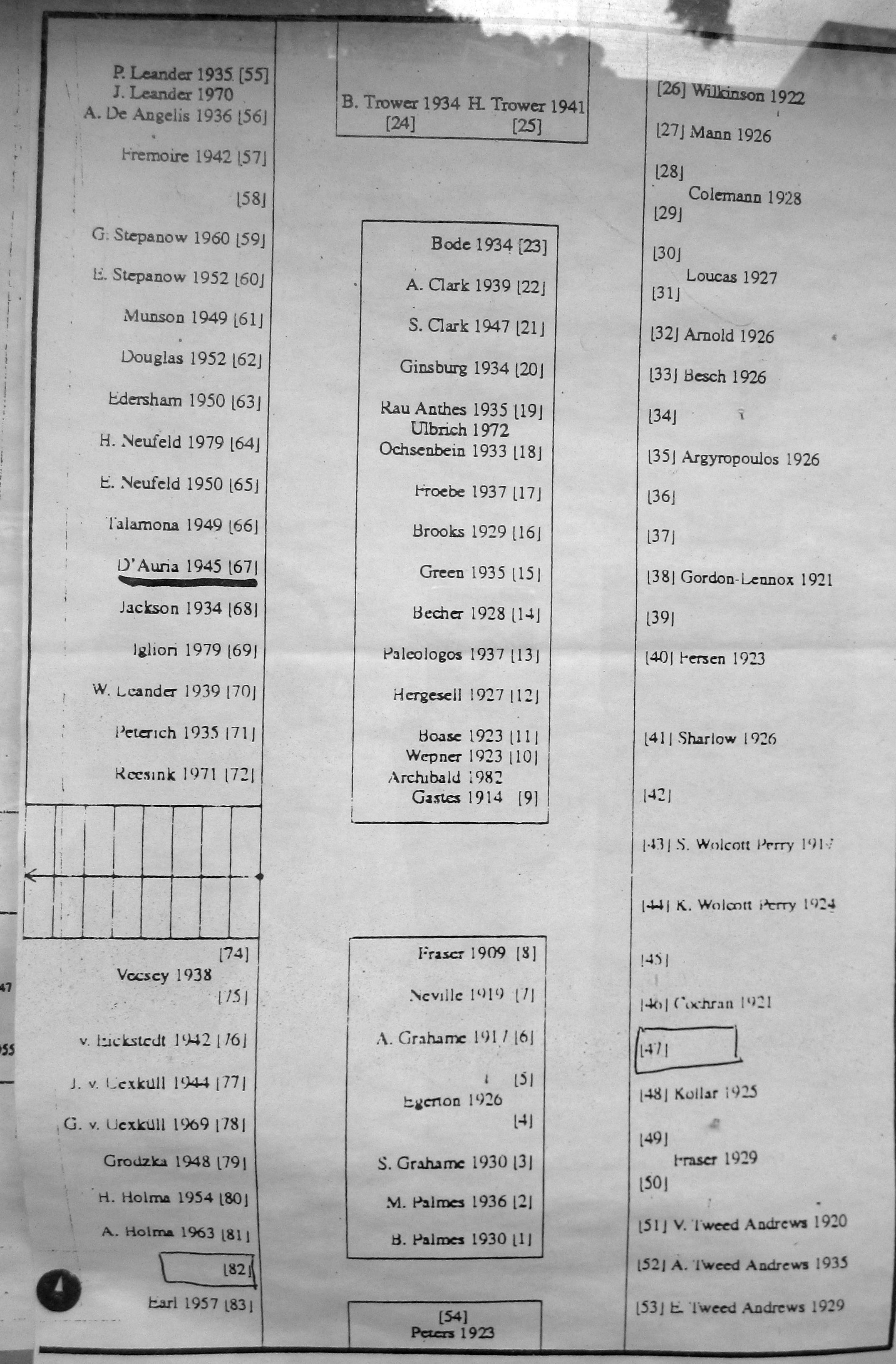
Liste unteres Gräberfeld
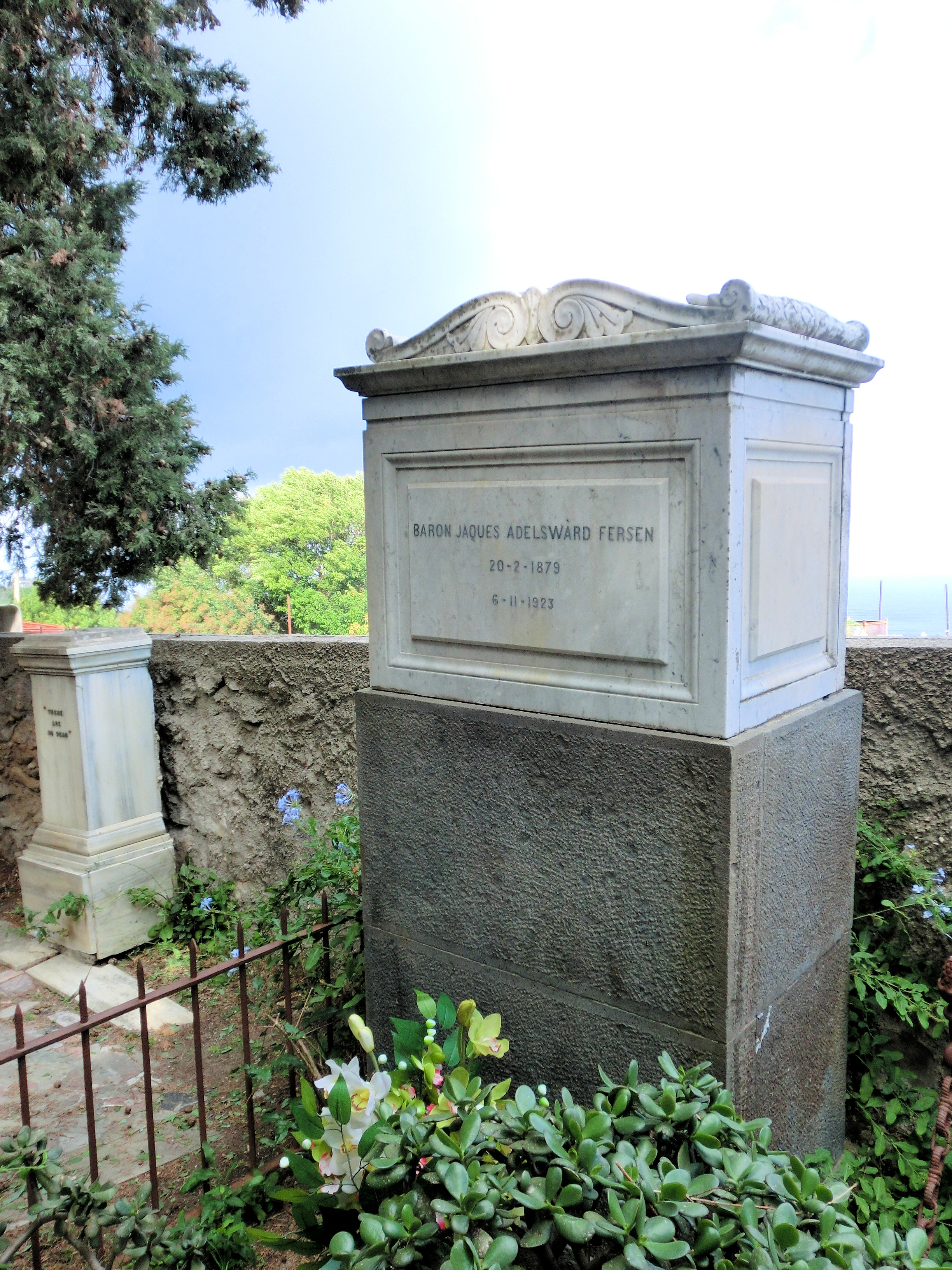
Jacques d’Adelswärd-Fersen
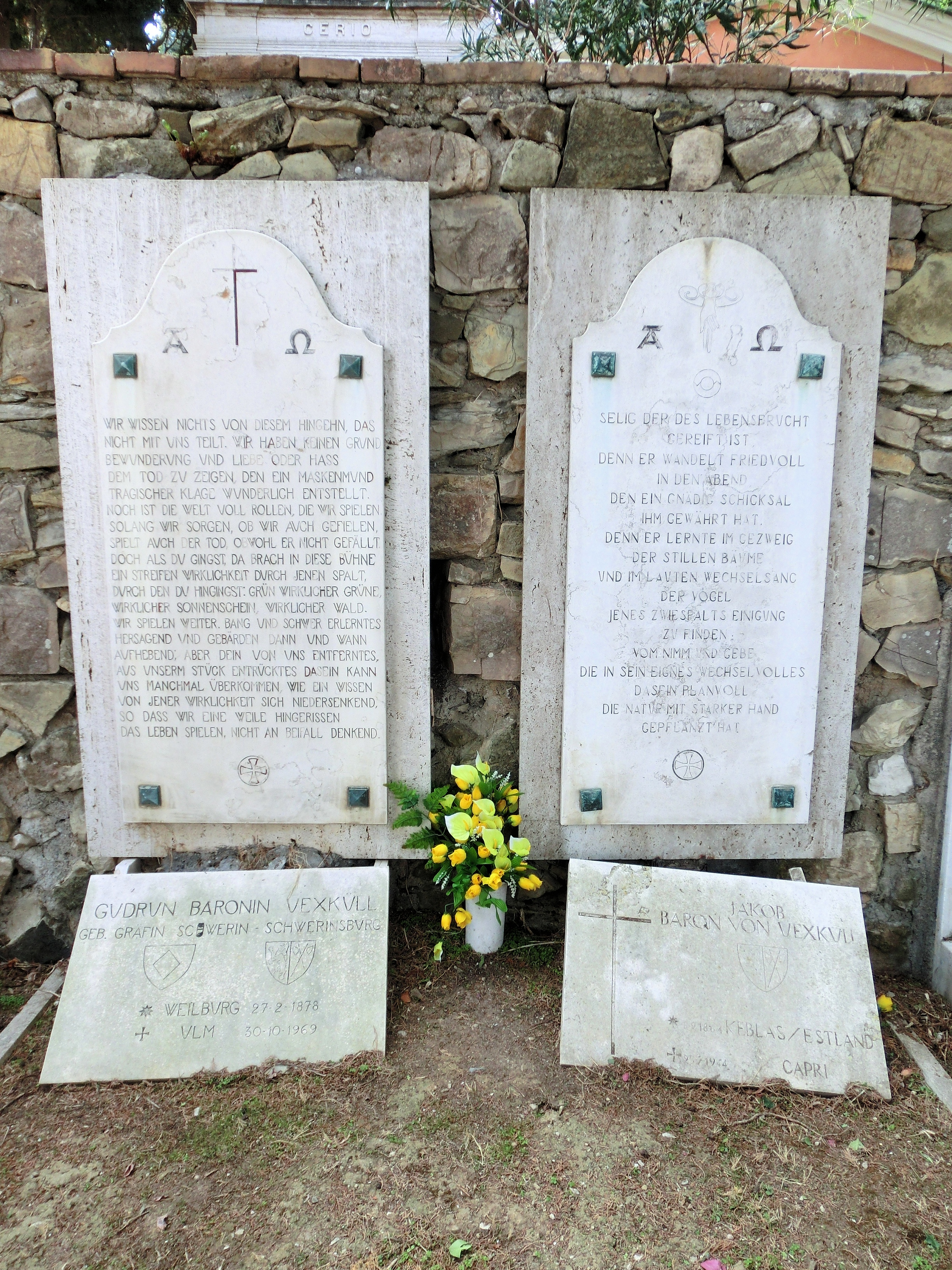
Gudrun und Jakob von Uexküll
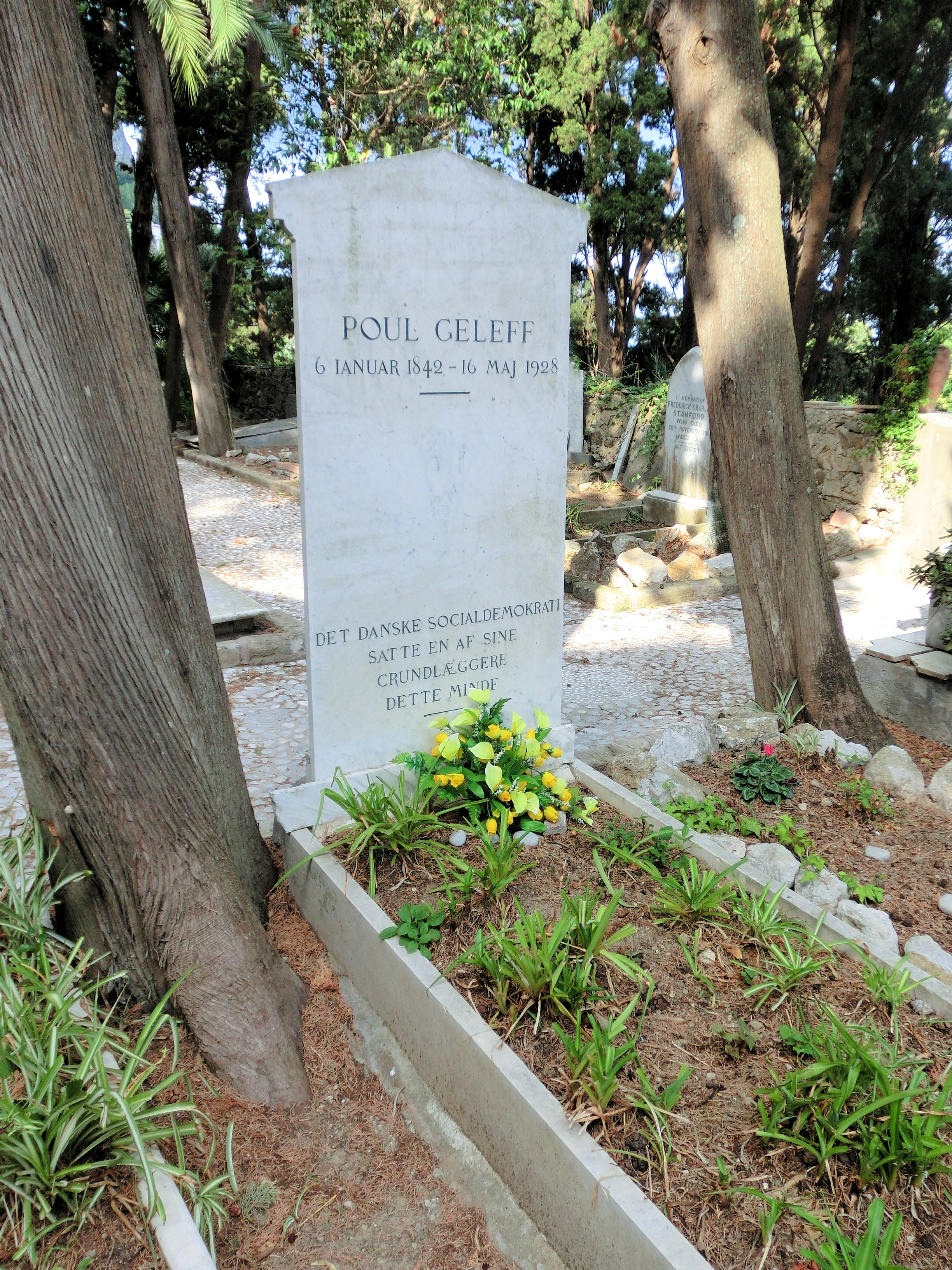
Paul Geleff

In der Tabelle ist das obere Feld als 1, das untere als 2 bezeichnet, so dass „2–40“ für Grab 40 auf dem unteren Feld steht. Im oberen Bereich gibt es ferner Grabstätten außerhalb des nummerierten Bereichs, die hier als „Ost“ (nahe dem Eingang) und „West“ (hinter den nummerierten Feldern) bezeichnet werden.
| Grab   | Name                       | Geburtsjahr | Sterbejahr | Alter | Bemerkungen                               |
| ------ | -------------------------- | ----------- | ---------- | ----- | ----------------------------------------- |
| 1-West | Lucio Amelio               | 1931        | 1994       | 63    | Kunsthändler und Galerist                 |
| 1-West | Günter Ammon               | 1918        | 1995       | 76    | Psychoanalytiker                          |
| 1-Ost  | Gracie Fields              | 1898        | 1979       | 81    | Sängerin und Schauspielerin               |
| 1-West | Helmut Weiss               | 1907        | 1969       | 61    | Schauspieler und Regisseur                |
| 1-88   | Paul Geleff                | 1842        | 1928       | 86    | dänischer Sozialdemokrat                  |
| 2-25   | Harold Edward Trower       | 1856        | 1934       | 78    | Autor: The book of Capri (1906)           |
| 2-28   | Charles Caryl Coleman      | 1840        | 1928       | 88    | Maler                                     |
| 2-40   | Jacques d’Adelswärd-Fersen | 1880        | 1923       | 43    | Exzentriker, starb durch Kokainmissbrauch |
| 2-55   | Pontus Leander             | 1872        | 1935       | 62    | Orientalist                               |
| 2-62   | Norman Douglas             | 1868        | 1952       | 83    | Schriftsteller                            |
| 2-77   | Jakob Johann von Uexküll   | 1864        | 1944       | 79    | Zoologe und Philosoph                     |